# Jean dit Montainville
François Jean dit Montainville, ou Jean-Montainville est né à Saint-Cloud (province d'île-de-France), le 23 mai 1759,, a été successivement juriste, marchand d'estampes, militaire et magistrat français de la fin du XVIIIe siècle. 

## Biographie
De 1774 à 1783, il commence sa formation de juriste en ravaillant chez des procureurs et des notaires, où il s'initie au droit. Il est vraisemblable qu'il ait pu tiré son surnom après un stage chez un notaire de Montainville (Seine-et-Oise). 
Par la suite, il s'intitule artiste. Il a fait en particulier le portrait de Jacques Necker gravé en 1789. Il se trouve impliqué dans une histoire de faux monnayage. En 1790, il dépose contre le sieur Champclos et déclare n'avoir gravé les planches de billets de la Caisse d'Escompte qu'après l'avis du maire Jean Sylvain Bailly. Il a dessiné une carte de France qui est déposé à Malmaison,. 
Il est militaire de 1789 à 1792, comme officier de chasseurs et d'artillerie. Il signe avec  Flachat une Pétition présentée à la Convention, au nom des grands spectacles de Marseille et Lyon, contre les auteurs dramatiques en 1792. La pétition.
Il devint membre de l'administration du district de Provins (Seine-et-Marne). Il est à Neuchâteau (province de Luxembourg, Belgique) où il installe, en 1799, un « dépôt des lois » correspondant à celui qui était installé à Paris, place du Carrousel. Il est juge au tribunal de première instance de Neuchâteau. En 1800, lui et Jacquier accusent leur collègue Maréchal d'être anti-français.
En 1803, il écrit le livre Nouveau style pratique de la République française, pour l'instruction des procédures en matière civile.
En 1804, il est condamné pour ne pas avoir payé son loyer pendant « 20 mois et 13 jours ».
En 1806, il écrit un Dictionnaire de jurisprudence de la cour de cassation ; il est alors premier juge d'Instance à Trèves (Sarre) et le dédie à Cambacérès. Une lettre du ministre de l'Intérieur à Montainville (1806) et une de ses lettres de 1807 sont conservées en Belgique.